# Nanostrangalia sternalis
Nanostrangalia sternalis là một loài bọ cánh cứng trong họ Cerambycidae.